# Grain and Feed Trade Association
Die Grain and Feed Trade Association (GAFTA) ist eine internationale Vereinigung von Getreide- und Futtermittelhändlern. Nach eigenen Angaben werden ca. 1000 Mitglieder in 90 Ländern vertreten. Die GAFTA geht auf die 1878 gegründete London Corn Trade Association (LCTA) zurück, die 1971 mit der London Cattle Food Association (LCFA) verschmolz und die GAFTA formte, nachdem sie sich 1906 von der LCTA abgespaltet hatte. Die GAFTA betreibt ihre Aktivitäten aus vier Büros in London (Hauptsitz), Peking, Genf und Kiew.
Ziel ist die Förderung des internationalen Handels und der Schutz der Mitgliederinteressen. Die Aktivitäten der GAFTA umfassen die Festlegung von Handelsbedingungen und der Arbitration bei Meinungsverschiedenheiten.

## Verträge der GAFTA
Die GAFTA gibt mehr als 80 verschiedene Verträge heraus. Diese sind nach Warenart, Destination und Lieferbedingungen gruppiert. Es wird insbesondere zwischen CIF und FOB-Verträgen unterschieden. Zudem wird danach unterschieden, ob der Verkäufer die Güter nur so liefern muss, wie sie gerade anfallen (Tel-Quel-Klausel) oder, ob der Verkäufer den Zustand der Ware bei Ankunft garantiert (rye terms).
Die Verträge der GAFTA werden überwiegend eingesetzt, wenn Agrarrohstoffe wie Getreide und Futtermittel weltweit gehandelt werden. Während im deutschen Inland und im nahen Grenzverkehr insbesondere die Einheitsbedingungen im Deutschen Getreidehandel und Schlussscheinbedingungen eine Rolle spielen, sind die Verträge der GAFTA auf den Handel im Überseegeschäft zugeschnitten.
Die Vertragswerke sind der englischen Vertragspraxis entsprechend außerordentlich detailliert und legen die folgenden Punkte eines Handelsgeschäfts fest
- Qualität, Bedingungen, Garantien und Gewährleistungspfichten
- Verschiffungsdokumente und Zustellungspflichten
- Gefahrtragung
- Sammelsendungen
- Lieferketten
- Anforderungen an das Seeschiff für den Transport
- Export- und Importgenehmigungen
- Insolvenz eines Vertragspartners
- Zahlungsbedingungen
- Probleme und außerordentliche Umstände
- Ersatz von Liegegeld
- Nicht-Erfüllung und Schadenersatz
- Nebenregeln zum Wiegen, Probenahme, Analysemethoden und Versicherung.

Die Verträge enthalten ausnahmslos eine Rechtswahl zugunsten des englischen Rechts und eine Schiedsklausel zugunsten eines englischen Schiedsgerichts. Die Auslegung der Verträge unterliegt daher dem englischen Recht. Gleichzeitig schließt die GAFTA andere Rechtsnormen wie beispielsweise das UN-Kaufrecht explizit aus.

## Außenwirkung
Gemäß der Financial Express werden 80 Prozent des Welthandels mit Getreide und ein wesentlicher Anteil der Futtermittel mit GAFTA-Bedingungen gehandelt. Die Bemühungen der GAFTA werden in Organen der lebensmittelproduzierenden Industrie veröffentlicht und diskutiert.

## Organe
Die Interessen der Vereinigung werden vom 'Council' vertreten, einem 22-köpfigen, durch die Mitglieder gewählten Gremium, dem der Präsident (s. u.) vorsitzt.
Offizielle Vertreter sind der Präsident (President), Stellvertretender Präsident (Deputy President), Vizepräsident (Vice President) und dem 'Immediate Past President' (direkter Vorgänger des amtierenden Präsidenten);
Mehrere Komitees beschäftigen sich mit den Kernthemen der GAFTA-Arbeit
- Komitee für Internationales Vertragswesen (International Contracts Policy Committee)
- Komitee für Verträge (Contracts Committee)
- Komitee für Schlichtung und Mediation (Arbitration Committee)
- Komitee der Aufsichtsführer (Superintendents Committee)
- Komitee für Handel mit China (China Trade Committee)
- Komitee für Britisches Handelswesen (UK Trade Section Committee)

## Assoziationen
Die GAFTA ist in einer Arbeitsgruppe der Internationalen Organisation für Normung (ISO) als A-Liaison vertreten, d. h. die Beiträge werden als effektive Beiträge zur Arbeit der ISO verstanden.